# Émeutes de juillet 2019 dans les prisons camerounaises
Les émeutes de juillet 2019 dans les prisons camerounaises sont des émeutes qui ont lieu respectivement les 22 et 24 juillet 2019. Alors que la première émeute commence comme une manifestation contre les mauvaises conditions de détention et les détentions injustes, la deuxième émeute est menée en soutien à la première.  
Les deux émeutes sont violemment réprimées par les forces de sécurité, et des centaines de prisonniers sont transportés vers des lieux non divulgués. Le sort de ces prisonniers et les rumeurs de pertes humaines lors de l'écrasement des émeutes ont des implications politiques dans la crise anglophone, et attirent l'attention internationale sur les conditions de détention. À la suite des émeutes, de nombreux participants présumés sont soumis à la torture, et sont traduits en justice et condamnés sans la présence de leurs avocats. 

## Déroulement

### 22 juillet

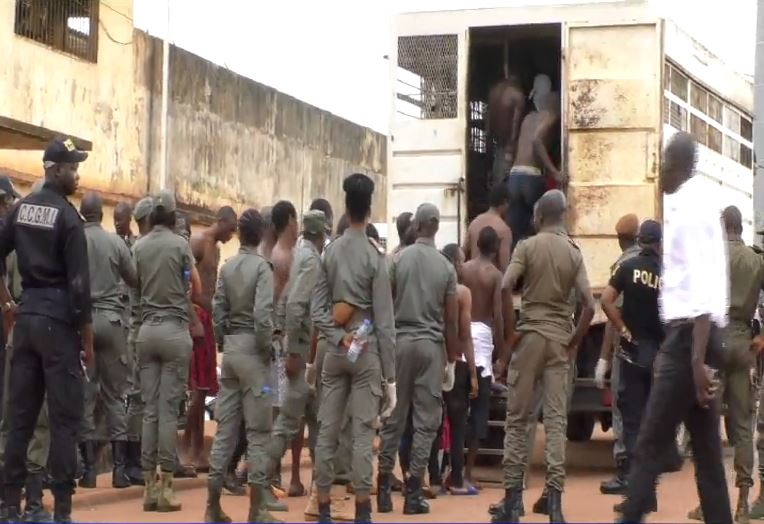
Des détenus sont transférés de la prison centrale de Kondengui vers des lieux non divulgués, le 23 juillet.

Le 22 juillet, les détenus séparatistes de la prison centrale de Kondengui organisent une manifestation contre les conditions de détention et le conflit dans les régions anglophones. La manifestation dégénère rapidement en émeute, avec plus de 600 détenus séparatistes et du Mouvement pour la renaissance du Cameroun (MRC). qui envahissent la cour de prison, forçant les gardiens à se retirer. Les émeutiers tentent en vain de pénétrer dans les quartiers spéciaux.
L'émeute est diffusée en direct sur Facebook par plusieurs détenus. Dans certaines vidéos, on pouvait entendre des détenus séparatistes chanter l'hymne national de l'Ambazonie. Dans une vidéo, un prisonnier politique du MRC déclare : « Nous ne voulons plus manger de bouillie de maïs ».
Après plusieurs heures, les forces de sécurité interviennent pour reprendre le contrôle de la cour de prison. Des coups de feu sont tirés pendant la répression de l'émeute, et certains bâtiments sont incendiés. Plusieurs prisonniers sont blessés, et le principal parti d'opposition camerounais affirme que quatre détenus étaient morts. Plus de 100 détenus sont transférés vers des lieux de détention non divulgués.

### 24 juillet
Le 24 juillet, une centaine de détenus de la prison centrale de Buéa, en solidarité avec leurs codétenus de Kondengui, organisent leur propre manifestation. Là comme à Kondengui, les forces de sécurité tirent à balles réelles pour réprimer les émeutes. 

## Suites
À la suite de l'émeute de Kondengui, Amnesty International demande au Cameroun d'améliorer les conditions de détention à Kondengui et d'autoriser une enquête indépendante sur la répression de l'émeute. Human Rights Watch (HRW) établit que de nombreux détenus avaient été torturés. Beaucoup sont traduits en justice et accusés de rébellion, et dans certains cas, leurs avocats ne sont pas autorisés à entrer dans la salle d'audience.
Les émeutes et leurs conséquencessuscitent de vives réactions de la part des mouvements séparatistes. Le 26 juillet, les deux factions concurrentes du gouvernement intérimaire de l'Ambazonie (divisé depuis la crise du leadership ambazonien) publient des déclarations concernant l'émeute de Kondengui. La faction fidèle à Samuel Ikome Sako donne cinq jours au Cameroun pour rendre compte des détenus disparus à la suite de l'émeute de Kondengui ; s'il ne le faisait pas, les séparatistes appliqueraient un « couvre-feu total » où « rien n'entre et rien ne sort » des régions anglophones, à partir du 30 juillet. La faction loyale à Sisiku Julius Ayuk Tabe (qui est détenu à la prison centrale Kondengui depuis plus d'un an), soutenue par le Conseil de gouvernement de l'Ambazonie, s'abstient de tout ultimatum, déclarant au contraire qu'un couvre-feu serait imposé les 29 et 30 juillet, quelles que soient les actions du Cameroun. Comme annoncé, un couvre-feu entre en vigueur le 29 juillet dans les régions anglophones.
Le 30 juillet, les dix membres détenus du gouvernement intérimaire de l'Ambazonie, y compris Sisiku Julius Ayuk Tabe, déclarent qu'ils feraient une grève de la faim jusqu'à ce que leurs avocats puissent vérifier l'endroit où se trouvent tous les détenus qui ont disparu depuis les émeutes. La grève de la faim commence à minuit le même jour. Le même jour, le gouvernement camerounais fait sa première déclaration publique sur les émeutes, déclarant qu'aucun détenu n'avait été tué, et que certains sont détenus pour enquête.